# Ludwig von Linden
Ludwig Ernst Heinrich Franz Freiherr von Linden (* 15. April 1808 in Stuttgart; † 23. Dezember 1889 in Thun) war ein deutsch-schweizerischer Militär.

## Leben
Linden kam aus einem ursprünglich aus dem Hochstift Lüttich stammenden Adelsgeschlecht Linden und war Sohn des württembergischen Juristen und Politikers Franz Josef Ignaz Freiherr von Linden. Er diente von 1827 bis 1837 als Reiteroffizier der Artillerie in der württembergischen Armee im Rang eines Leutnants. Nach der Heirat mit Marie Henriette von Tscharner übersiedelte er in die Schweiz. Dort diente er von 1837 bis 1848 als Kavallerieinstruktor der Kantone Bern, Solothurn und Waadt. In den Jahren von 1843 bis 1875 diente er als Offizier des Eidgenössischen Generalstabs, zuletzt als Oberst.
Von 1850 bis 1864 war er Oberinstruktor der Kavallerie, bevor er 1864 zum Direktor der Eidgenössischen Pferderegieanstalt in Thun aufstieg. In der Zeit von 1860 bis 1866 diente er außerdem als Kommandant der Kavalleriedivision. Im Jahr 1887 trat er in den Ruhestand.
Die Politiker Joseph Freiherr von Linden, der Diplomat Franz a Paula von Linden und Carl Freiherr von Linden waren seine Brüder.